# Paul Malong Awan

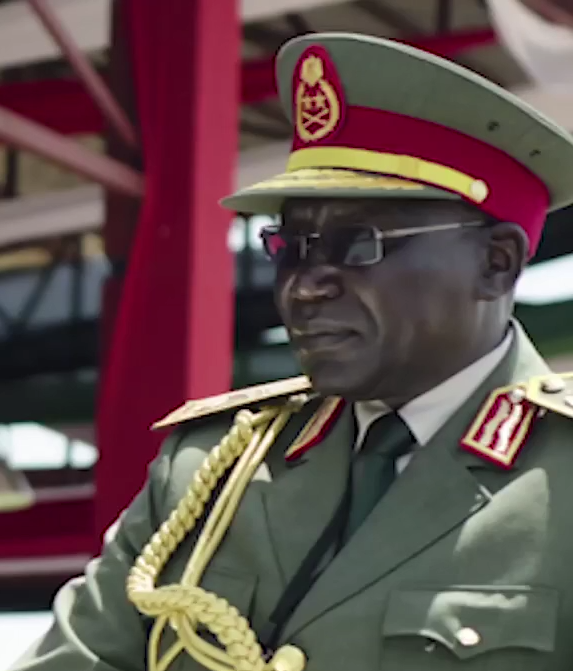
Paul Malong Awan

Paul Malong Awan (* 1962) ist ein südsudanesischer Politiker, General und war der Chef des Generalstabs der südsudanesischen Streitkräfte sowie Gouverneur der Provinz Northern Bahr el Ghazal und ein Unterstützer des aktuellen Präsidenten, Salva Kiir Mayardit. In der Bevölkerung wird er aufgrund seines autoritären Führungsstils auch als „King Paul“ bezeichnet. Er übernahm das Amt des Oberbefehlshabers am 26. April 2014. Am 9. Mai 2017 wurde er von Präsident Salva Kiir Mayardit als Chef des Generalstabs entlassen.
Das Sentry-Projekt, finanziert von George Clooney und dem Menschenrechtsaktivisten John Prendergast wies über anonyme Quellen 2016 nach, dass sich Awan und andere Würdenträger des Landes an den Bodenschätzen bereicherten, während sie ihren Wohnsitz z. B. nach Nairobi verlagert hatten, um nicht von den Auswirkungen des Bürgerkrieges beeinträchtigt zu werden. Außerdem bemängelt The Sentry, dass im vergangenen Jahr verabschiedete Sanktionen ausgerechnet die Elite des Landes nicht treffen würde.